# Lieu d'exécution de Suzugamori

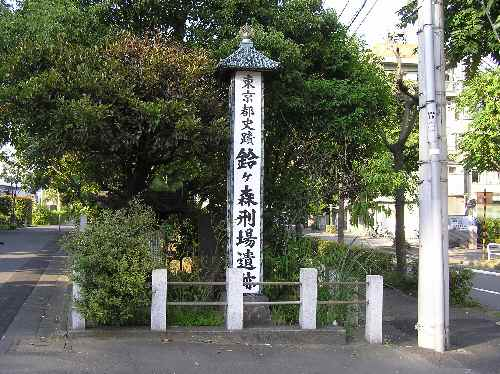
Site d'exécution de Suzugamori dans l'ancienne Edo (Tokyo).

Le lieu d'exécution de Suzugamori (鈴ヶ森刑場, Suzugamori keijō) est un des trois sites dans le voisinage d'Edo (actuelle Tokyo au Japon) où le shogunat Tokugawa exécutait les criminels, les conspirateurs antigouvernementaux et les chrétiens au Japon au cours de l'époque d'Edo. Parmi les autres sites figuraient Shibaguchi, Honzaimokuchou, Itabashi, près du sanctuaire Torigoe Myoujin  en face de Saihouji à Kondobashi et Kotsukappara.

## Histoire
L'enceinte d'exécution de Suzugamori est créée en 1651 et reste en usage jusqu'en 1871. Pendant cette période de 220 ans, on estime que 100,000 personnes ont été exécutées à Suzugamori.
Le site mesure environ 74 × 16,2 m. Il est situé le long du Tōkaidō près de l'entrée dans Edo. Les criminels sont exécutés à la périphérie de la ville pour éviter la « pollution spirituelle » de la ville. Un mémorial se trouve actuellement sur un morceau de terre triangulaire où l'avenue Kyu-Tokaido et la route Dai-Ichi Keihin se croisent à côté de la route 15 (en) (autoroute Keihin n° 1) à Minami Ōi dans l'arrondissement de Shinagawa de Tokyo. C'est à quelque 10 minutes de marche de la gare d'Ōmorikaigan sur la ligne principale Keikyū.
À l'époque, Suzugamori se trouve sur la baie d'Edo et les criminels sont également exécutés dans la baie. Ils sont suspendus la tête en bas et sont noyés lorsque la marée monte.
La première personne exécutée à Suzugamori est supposée avoir été Marubashi Chūya, un chef de la rébellion de Keian. Il avait déjà été tué mais a été noyé comme exemple pour prévenir de semblables soulèvements. Parmi les autres criminels exécutés à Suzugamori figurent Ten'ichi-bō et Yaoya Oshichi.
Quelques vestiges demeurent encore sur le site dont un puits, un poteau de fer pour les exécutions par le feu et une base de pierre pour ériger des piliers en bois pour les crucifixions. (La base de pierre a été déplacée de sa position d'origine.)

## Source de la traduction
- (en) Cet article est partiellement ou en totalité issu de l’article de Wikipédia en anglais intitulé « Suzugamori execution grounds » (voir la liste des auteurs).